# 키디비
키디비(KittiB, 1990년 7월 27일 ~ )는 대한민국의 래퍼로 소속사는 브랜뉴뮤직이며 로열클래스 크루에 소속되어있다.

## 음반 목록
- 《I'm Her》 (2012)
- 《LEOPARD GUN》 (2013)
- 《Wake Me Up》 (2013)
- 《좋겠다》 (2014)
- 《Back To Basic》 (2015)
- 《언프리티 랩스타 2 Track 8》 (2015)
- 《Doin` Good》 (2016)
- 《바쁘다 바빠》 (2016)
- 《Nobody's Perfect》 (2016)
- 《초속 5cm》 (2017)
- 《1718 (SALEM)》 (2019)
- 《1718 [psycho]》(2020)
- 《오히려》(2020)

## 출연 프로그램
- 《언프리티 랩스타 2》 (2015)
- 《힙합의 민족》 (2016)
- 《댄스가수 유랑단》게스트 (2023)

## 학력
- 2009년 은행고등학교 졸업